# Joe Mullen
Joseph Patrick „Joe“ Mullen (* 26. Februar 1957 in Hell’s Kitchen, New York) ist ein ehemaliger US-amerikanischer Eishockeyspieler und -trainer, der im Verlauf seiner aktiven Karriere zwischen 1975 und 1997 unter anderem 1205 Spiele für die St. Louis Blues, Calgary Flames, Pittsburgh Penguins und Boston Bruins in der National Hockey League (NHL) auf der Position des rechten Flügelstürmers bestritten hat. Mullen gewann während seiner 16 Spielzeiten in der NHL insgesamt dreimal den Stanley Cup – im Jahr 1989 mit den Calgary Flames sowie 1991 und 1992 mit den Pittsburgh Penguins. Seine Karriere wurde im Jahr 2000 mit der Aufnahme in die Hockey Hall of Fame gekrönt, nachdem er bereits zwei Jahre zuvor in die United States Hockey Hall of Fame aufgenommen worden war.

## Karriere
Mullen wuchs in Hell’s Kitchen in New York City mit seinem Bruder Brian, der ebenfalls in der NHL spielte, auf. Seine ersten Erfolge im Eishockey hatte er am Boston College. Er hatte gehofft, in die US-amerikanische Olympiamannschaft für die Olympischen Winterspiele 1980 zu kommen, der später das „Miracle on Ice“ gelang und Olympiasieger wurde, entschied sich dann aber doch für einen Profivertrag. Dort war er in der CHL mit den Salt Lake Golden Eagles erfolgreich und wurde auch bald in die NHL nach St. Louis gerufen.
Nach guten Jahren bei den St. Louis Blues wechselte er zu den Calgary Flames, wo er 1989 seinen ersten Stanley Cup gewann. Nach seinem Wechsel nach Pittsburgh errang er 1991 und 1992 zwei weitere Stanley Cups.
Zu seinen Erfolgen zählt auch der Gewinn einer Weltmeisterschaft mit dem US-amerikanischen Team und eine Teilnahme im NHL First All-Star Team. Bei seinem Karriereende war er der amerikanische Spieler mit den meisten NHL-Punkten. Er war der erste US-Amerikaner, der in der NHL 500 Tore geschossen hat.
Von 2000 bis 2005 fungierte er als Assistenztrainer der Pittsburgh Penguins. Am 20. Dezember 2005 übernahm er als Cheftrainer die Wilkes-Barre/Scranton Penguins, das Farmteam der Pittsburgh Penguins in der American Hockey League. Im Sommer 2007 schloss er sich den Philadelphia Flyers als Assistenztrainer an, für die er in der Folge zehn Jahre tätig war, ehe er nach der Spielzeit 2016/17 entlassen wurde.
2000 wurde er mit der Aufnahme in die Hockey Hall of Fame geehrt, nachdem er schon 1998 in die United States Hockey Hall of Fame aufgenommen worden war. Zuvor war ihm 1995, gemeinsam mit seinem Bruder, die Lester Patrick Trophy für seine Verdienste um den US-amerikanischen Eishockeysport verliehen worden.

## Erfolge und Auszeichnungen
| - 1977 ECAC First All-Star Team - 1978 Whitelaw-Cup-Gewinn mit dem Boston College - 1978 Walter Brown Award - 1978 NCAA First All-Star Team - 1979 ECAC First All-Star Team - 1979 NCAA First All-Star Team - 1980 Ken McKenzie Trophy - 1980 CHL Second All-Star Team - 1981 Phil Esposito Trophy - 1981 Tommy Ivan Trophy - 1981 CHL First All-Star Team - 1987 Lady Byng Memorial Trophy | - 1989 Teilnahme am NHL All-Star Game - 1989 Führender der NHL-Plus/Minus-Wertung - 1989 Stanley-Cup-Gewinn mit den Calgary Flames - 1989 Lady Byng Memorial Trophy - 1989 NHL First All-Star Team - 1990 Teilnahme am NHL All-Star Game - 1991 Stanley-Cup-Gewinn mit den Pittsburgh Penguins - 1992 Stanley-Cup-Gewinn mit den Pittsburgh Penguins - 1994 Teilnahme am NHL All-Star Game - 1995 Lester Patrick Trophy - 1998 Aufnahme in die United States Hockey Hall of Fame - 2000 Aufnahme in die Hockey Hall of Fame |

### International
- 1991 Silbermedaille beim Canada Cup

## Karrierestatistik

### International
Vertrat die USA bei:
| - Weltmeisterschaft 1979 - Canada Cup 1984 - Canada Cup 1987 | - Canada Cup 1991 - Qualifikation zur Weltmeisterschaft 1999 |

(Legende zur Spielerstatistik: Sp oder GP = absolvierte Spiele; T oder G = erzielte Tore; V oder A = erzielte Assists; Pkt oder Pts = erzielte Scorerpunkte; SM oder PIM = erhaltene Strafminuten; +/− = Plus/Minus-Bilanz; PP = erzielte Überzahltore; SH = erzielte Unterzahltore; GW = erzielte Siegtore; 1 Play-downs/Relegation; Kursiv: Statistik nicht vollständig)